# Antonio Oliver
Antonio Oliver Belmás (Cartagena, 29 de enero de 1903-Madrid, 28 de julio de 1968) fue un poeta, crítico literario e historiador del arte español, perteneciente a la Generación del 27. En 1931, Oliver fundó, junto a Carmen Conde, la primera Universidad Popular de Cartagena.

## Biografía
De familia de intelectuales, lee en la adolescencia a Juan Ramón Jiménez, Rubén Darío y a los autores de la Generación del 98. Era primo hermano del también futuro poeta de la Generación del 27 Miguel Valdivieso Belmás. Enamorado del campo y de los molinos de viento, pasa los veranos en el litoral murciano del puerto de Mazarrón, lugar que inspiró sus primeros versos.   En 1922 ingresa en el Cuerpo de Telégrafos. Durante una breve estancia en Madrid en 1924, conoce a Juan Ramón Jiménez y José Bergamín, y decide editar en Cartagena una revista mensual literaria, Verso y Prosa para la que pide las colaboraciones de los poetas del momento: Juan Guerrero Ruiz, Pedro Perdomo Acedo y José María de Cossío. Su actividad crítica y literaria se extendería a diversos diarios y revistas literarias nacionales e internacionales. En 1925, publica Mástil, libro de poesía sencilla e ingenua, posicionándose en la línea lírica de los poetas de la Generación del 27. Se aprecia en este libro la influencia juanramoniana, los brotes ultraístas, el neopopularismo, la valoración de la metáfora, el gusto por el lenguaje, un suave panteísmo y una clara exaltación vitalista. Alumno de Jorge Guillén en la Universidad de Murcia, su presencia se deja notar con asiduas colaboraciones en revistas como Alfar, Mediodía, Caracola, Noreste, Revista Avance de la Habana, Mensaje, etc.  Su segundo libro, Tiempo Cenital, se inscribe claramente en la vanguardia del Creacionismo. 
Conoce a la poeta Carmen Conde en febrero de 1927, con la que se casará en diciembre de 1928, año en el que, además, cofundarían la Universidad Popular de Cartagena para instruir a los adultos de la clase proletaria, llevando a cabo una amplia labor cultural. Comenzó su actividad el 10 de marzo de 1932 con cursillos y conferencias a cargo de las figuras más prestigiosas de la intelectualidad española. Por sus aulas pasaron conferenciantes como Margarita Nelken, Elena Fortún, Manuel García Morente y María de Maeztu, realizando homenajes en el tricentenario de Lope de Vega y el centenario de Gustavo Adolfo Bécquer. Además, se dieron lecciones sobre Concha Espina, Azorín, Cossío, Ramón y Cajal, así como un recital de Miguel Hernández. Entre los años 1933 y 1935, esta Universidad, junto a la Escuela Normal de Murcia, solicita las Misiones Pedagógicas, con el objetivo de fomentar la cultura general a través de la creación de bibliotecas y museos fijos y circulantes, proyecciones cinematográficas, orientación pedagógica para los maestros de las escuelas rurales y la educación ciudadana. En ellas colaboraron activamente. En 1933 nace muerto el único hijo del matrimonio. Eso sirve para iniciar Guardado llanto, libro que comienza en los años 30 y al que el poeta fue añadiendo dolor tras dolor. Su mujer, Carmen Conde, se enamora por entonces de una mujer casada, Amanda Junquera Butler, y se va a vivir con ella a Madrid.
Al comenzar la Guerra Civil Oliver es destinado al frente sur de Andalucía, donde presta diferentes servicios profesionales en gabinetes telegráficos dirigiendo la emisora de radio. Durante los primeros años de la postguerra reside clandestinamente en Murcia. Comienza a escribir sus Conversaciones de Andrés Caballero, aludiendo a uno de los diferentes seudónimos que utilizaría, y a colaborar en la página dominical de La Verdad con la sección ‘Solaces infantiles’, labor que se extendería hasta marzo de 1943. Cuenta para ello con la discreta protección de su amigo José Ballester Nicolás, director de La Verdad, que le facilita también la comunicación epistolar con su esposa, que vive en Madrid, bajo nombres ficticios. En abril de 1946 se le exculpa de los delitos por rebelión militar y se le concede el indulto y la libertad definitiva.  Esta época supone el marco en el que empieza a escribir sus primeras "Loas", publicadas en conjunto en 1947 como Libro de loas y ampliado hasta 1960. Este libro vale al autor el Premio Polo de Medina de la Diputación Provincial de Murcia. Elementos sustanciadores de esta poesía: la comunicación con la naturaleza, el gusto por la forma, la querencia de lo popular y autóctono, las impresiones sensoriales, la visión de la realidad, su universalismo y su liberalismo, su concepto de la patria, una ternura ingenua y una inclinación por las cosas humildes. Logra una licenciatura tardía en Filosofía y Letras en 1947, y un doctorado con Premio Extraordinario por la Universidad de Madrid en 1954, con una tesis consagrada al escritor peruano José Gálvez Barrenechea. Enseña durante esos años Lengua y Literatura Españolas en el instituto Cervantes de Madrid. Su labor como crítico se inició en colaboraciones fijas en el ya citado diario La Verdad de Murcia. Otro de los aspectos que le une a sus compañeros de viaje de la generación de 1927 es su interés por la literatura española del Siglo de Oro, y así destacan sus trabajos De Cervantes a la poesía (1944), Don Luis de Góngora (1963), Vida y obra de Lope de Vega, su biografía novelada Garcilaso de la Vega (1965), Garcilaso, capitán y poeta, y la biografía dramática sobre el poeta toledano Morir sino sin miedo. 
Compaginó su vocación poética con labores de docencia e investigación sobre autores hispanoamericanos, principalmente. De ahí nació su interés por llegar a conocer a Francisca Sánchez del Pozo, última mujer de Rubén Darío, y a catalogar y clasificar los fondos del poeta nicaragüense, logrando rescatar su archivo, extraviado en la Sierra de Gredos. Recibirá una subvención de la Fundación Juan March para escribir una biografía de Rubén Darío a la luz de los nuevos documentos, por lo que se le concederá el Premio ‘Aedos’ de Biografía con Este otro Rubén Darío. Como premio a la catalogación del archivo de Rubén Darío y de su biografía se le invistió doctor honoris causa en Managua. En efecto, fundó, creó y dirigió el Seminario-Archivo Rubén Darío en Madrid, adonde llevó el archivo del poeta. 
Fue además un activo promotor y difusor de las artes murcianas (escribió 1900-1950. Medio siglo de artistas murcianos, Madrid, 1952) y como crítico abogó por un arte sin fronteras, hermanador de culturas, una literatura moderna que no rompa con la tradición. Recluido en sus últimos años por una prematura dolencia cardíaca que padecía desde joven, trabajó intensamente hasta el momento de su muerte, el 28 de julio de 1968, poco después de la publicación de Obras completas de Darío.

## Obra
- Mástil, 1925
- Guardado llanto
- Conversaciones de Andrés Caballo
- Libro de Loas, 1947
- De Cervantes a la Poesía, 1944
- Don Luis de Góngora, 1963
- Vida y Obra de Lope de Vega
- Garcilaso de la Vega, 1965
- Garcilaso, Capitán y Poeta
- Morir sino sin miedo
- Este otro Rubén Darío
- 1900-1950. Medio Siglo de Artistas Murcianos, 1952